# Сергозеро
Сергозеро (рус. Сергозеро) велико је слатководно језеро ледничког порекла смештено у југоисточном делу Мурманске области, на крајњем северозападу европског дела Руске Федерације. Језеро се налази у југоисточном делу Кољског полуострва, а административно припада Терском рејону. Преко своје једине отоке, реке Серге, повезано је са басеном реке Варзуге, односно са акваторијом Белог мора.
Његове обале су доста ниске и замочварене, изузев источне обале која је нешто виша, доста су разуђене, а сама акваторија је благо издужена у смеру запад-исток у дужини од око 17 километара. максимална ширина је до 9 километара. Под ледом је од краја октобра до краја маја.
Површина језерске акваторије је 98 км², а површина језера налази се на надморској висини од 148 метара. Подручје које отиче ка Сергозеру обухвата територију површине око 358 км². Дужина обалске линије је око 60 километара.
Језеро је доста богато рибом, посебно штуком, манићем, гргечом и јазом.